# Sauviac, Gironde
Sauviac är en kommun i departementet Gironde i regionen Nouvelle-Aquitaine i sydvästra Frankrike. Kommunen ligger i kantonen Bazas som tillhör arrondissementet Langon. År 2022 hade Sauviac 330 invånare.

## Befolkningsutveckling
Antalet invånare i kommunen Sauviac
Referens:INSEE